# Karjala Cup 1998
Hokejový turnaj byl odehrán od 5.11.1998 – do 8.11.1998 v Helsinkách.

## Výsledky a tabulka
|    |         | FIN    | RUS   | CZE   | SWE     | V | R | P | Skóre | B |
| 1. | Finsko  | Finsko | 3:2   | 5:3   | 2:2     | 2 | 1 | 0 | 10:7  | 5 |
| 2. | Rusko   | 2:3    | Rusko | 2:2   | 4:1     | 1 | 1 | 1 | 8:6   | 3 |
| 3. | Česko   | 3:5    | 2:2   | Česko | 2:2     | 0 | 2 | 1 | 7:9   | 2 |
| 4. | Švédsko | 2:2    | 1:4   | 2:2   | Švédsko | 0 | 2 | 1 | 5:8   | 2 |

 Česko –  Švédsko 2:2 (2:1, 0:0, 0:1)
6. listopadu 1998 – Helsinky
- Branky  Česko: 5:56 Radek Martínek, 18:02 Pavel Patera
- Branky  Švédsko: 19:10 E. Fryhlen, 47:22 J. Larsson.
- Rozhodčí: Järvelä, Kruus – Hirvi, Aberg (FIN)
- Vyloučení: 9:8 (1:2)
- Diváků: 500

Česko: Roman Čechmánek – Martin Štěpánek, Tomáš Kaberle, Jan Srdínko, Jiří Veber, Jiří Vykoukal, Ladislav Benýšek, Radek Martínek, Martin Richter – Vladimír Vůjtek, Pavel Patera, Martin Procházka – David Moravec, Jiří Dopita, Radek Bělohlav – Viktor Ujčík, David Výborný, Jan Hlaváč – Jan Čaloun, Tomáš Kucharčík, Richard Král.
Švédsko: Hedberg – Nord, Gustafsson, Djoos, Tärnström, Houkko, Hävelid, Olsson, Frylen – Per Eklund, Pahlsson, Linbom – Esbjörs, J. Larsson, Huusko – Sundblad, Mat. Johansson, Thuresson – Söderberg, J. Jönsson, F. Nilsson.

 Finsko –  Rusko 3:2 (1:1. 1:1, 1:0)
6. listopadu 1998 – Helsinky
- Branky  Finsko: 3:55 J. Riihijärvi, 30:14 M. Tuomainen, 44:26 M. Kiprusov
- Branky  Rusko: 11:59 S. Petrenko, 26:28 A. Markov.

 Rusko –  Švédsko 4:1 (2:1, 2:0, 0:0)
6. listopadu 1998 – Helsinky
- Branky  Rusko: 3:46 A. Prokopjev, 13:14 A. Barkov, 21:21 V. Samilin, 23:04 P. Agarkov
- Branky  Švédsko: 6:51 A. Huusko.
- Rozhodčí: ???
- Vyloučení: 5:3
- Diváků4 956

 Česko –  Finsko 3:5 (2:3, 1:2, 0:0)
7. listopadu 1998 – Helsinky
- Branky  Česko: 10:04 David Výborný, 19:01 Jan Srdínko, 22.57 Tomáš Kucharčík
- Branky  Finsko: 7:07 J. Ruutu, 8:24 A.-P. Berg, 9:35 M. Tuomainen, 26:20 Riihijärvi, 36:34 Tuomainen.
- Rozhodčí:: Mihálik (SVK), Radbjer (SWE) – Häämäläinen, Kruus (FIN)
- Vyloučení: 3:4 (1:0) + Pirjetä na 5 min a do konce utkání.
- Diváků: 10 327

Česko: Jaroslav Kameš (10. Roman Čechmánek) – Martin Štěpánek, Tomáš Kaberle, Jan Srdínko, Jiří Veber, Jiří Vykoukal, Ladislav Benýšek, Martin Richter, Radek Martínek – Vladimír Vůjtek, Pavel Patera, Martin Procházka – Jan Čaloun, Jiří Dopita, David Moravec – Viktor Ujčík, David Výborný, Jan Hlaváč  – Jaroslav Kudrna, Tomáš Kucharčík, Richard Král.
Finsko: Toskala – Nummelin, Kiprusoff, Karalahti, Berg, Niemi, Lydman, Kakko – Eloranta, Helminen, Lind – Varis, Kauppila, Riihijärvi – Tuomainen,Lius, Ruutu – Pirjetä, Tarvainen, Alatalo.

 Česko –  Rusko 2:2 (0:1, 0:1, 2:0)
8. listopadu 1998 – Helsinky
- Branky  Česko: 50:04 Tomáš Kucharčík, 53:30 Martin Procházka
- Branky  Rusko: 15:09 A. Kudašov, 21:10 V. Samilin.
- Rozhodčí: Järvelä – Favorin, Tarko (FIN)
- Vyloučení: 5:4 (0:1)
- Diváků: 9 657

Česko: Jaroslav Kameš – Martin Štěpánek, Tomáš Kaberle, Jiří Vykoukal, Ladislav Benýšek, Jiří Veber, Jan Srdínko, Martin Richter, Radek Martínek – Jan Čaloun, Pavel Patera, Martin Procházka – Vladimír Vůjtek, Jiří Dopita, David Moravec – Jaroslav Kudrna, David Výborný, Jan Hlaváč  – Viktor Ujčík, Tomáš Kucharčík, Radek Bělohlav.
Rusko: Sokolov – Chavanov, A. Markov, Petročinin, Krasotkin, Bykov, Bautin, Kručinin, M. Davydov – M. Afinogenov, Prokopjev, Petrenko – Samylin, Barkov, Petrov – J. Bucajev, Kudašov, Sarmatin – Agarkov, Gorškov, Vlasenkov.

 Finsko –  Švédsko 2:2 (1:1, 1:0, 0:1)
8. listopadu 1998 – Helsinky
- Branky  Finsko: 3:08 J. Karalahti, 35:26 Kauppila
- Branky  Švédsko: 3:50 A. Huusko, 45:10 Huusko.
- Rozhodčí: ???
- Vyloučení: 5:2
- Diváků12 386

## All-Star-Team
| Útočník | Maxim Afinogenov Rusko – Jiří Dopita Česko – Per Eklund Švédsko |
| Obránce | Libor Procházka Česko – Petteri Nummelin Finsko                 |
| Brankář | Vesa Toskala Finsko                                             |